# William Perlberg
William Perlberg (Łódź, 22 de outubro de 1900 - Los Angeles, 31 de outubro de 1968) foi um produtor de cinema estadunidense.
Durante seus 30 anos de carreira, Perlberg produziu muitos sucessos de bilheteria para alguns dos maiores estúdios de Hollywood. Trabalhou em parceria com George Seaton em filmes como A Canção de Bernadete (1943), Milagre na Rua 34 (1947), Sua Alteza, a Secretária (1947), Um Marido Impossível (1949) e Amar é Sofrer (1954).

## Filmografia
- 1964: 36 Horas (produtor)
- 1963: Sede de Vingança (produtor)
- 1962: O Falso Traidor (produtor)
- 1961: O Papai Playboy (produtor)
- 1960: A Taberna das Ilusões Perdidas (produtor)
- 1959: Beijos que não se Esquecem (produtor)
- 1958: Um Amor de Professora (produtor)
- 1957: O Homem dos Olhos Frios (produtor)
- 1956: O Fruto do Pecado (produtor)
- 1954: As Pontes de Toko-Ri (produtor)
- 1954: Amar é Sofrer (produtor)
- 1953: O Garotinho Perdido (produtor)
- 1952: Mais uma Vez Perdão (produtor)
- 1952: Um Começo de Vida (produtor)
- 1952: A Felicidade Estava Por Perto (produtor)
- 1951: Um Gato em Minha Vida (produtor)
- 1950: Apuros de um Anjo (produtor)
- 1950: De Corpo e Alma (produtor)
- 1950: Ilusão Perdida (produtor)
- 1950: Noiva que não Beija (produtor)
- 1950: You Can Change the World (curta-metragem) (produtor)
- 1949: Furacão da Vida (produtor)
- 1949: Todas as Primaveras (produtor)
- 1949: Rua Proibida (produtor)
- 1949: Um Marido Impossível (produtor)
- 1948: Apartamento para Dois (produtor)
- 1948: Homem em Fuga (produtor)
- 1947: Entre o Amor e o Pecado (produtor)
- 1947: De Ilusão Também se Vive (produtor)
- 1947: Sua Alteza, a Secretária (produtor)
- 1946: Cláudia e David (produtor)
- 1945: Corações Enamorados (produtor)
- 1945: A Menina Precoce (produtor)
- 1945: Fantasia de Amor (produtor)
- 1945: Diamond Horseshoe (produtor)
- 1944: A Véspera de São Marcos (produtor)
- 1943: A Canção de Bernadette (produtor)
- 1943: Rosa, A Revoltosa (produtor)
- 1943: Turbilhão (produtor)
- 1943: Aquilo, Sim, Era Vida! (produtor - sem créditos)
- 1943: O Maior Sovina do Mundo (produtor)
- 1943: Claudia (produtor)
- 1942: Assim Vivo Eu... (produtor)
- 1942: Dez Cavalheiros de West Point (produtor)
- 1942: Ódio no Coração (produtor associado)
- 1941: Lembra-te Daquele Dia (produtor)
- 1941: A Tia de Carlitos (produtor)
- 1940: Isto é Amor (produtor)
- 1940: Esposa de Mentira (produtor)
- 1939: Conflito de Duas Almas (produtor)
- 1939: Rumo a Paris, Garotas! (produtor)
- 1939: Deixai-nos Viver (produtor)
- 1938: The Lady Objects (produtor)
- 1938: Sempre a Mulher (produtor)
- 1938: Mocidade Gloriosa (produtor executivo - sem créditos)
- 1938: Casamos ou não Casamos (produtor executivo - sem créditos)
- 1937: Aconteceu em Hollywood (produtor executivo - sem créditos)
- 1937: Será Tudo Teu (produtor)
- 1937: Será Tudo Teu (produtor)
- 1937: O Diabo ao Volante (produtor executivo)
- 1936: O Rei Se Diverte (produtor associado)

## Prêmios e indicações
| Ano  | Prêmio                | Indicação     | Resultado |
| ---- | --------------------- | ------------- | --------- |
| 1955 | Oscar de Melhor Filme | Amar é Sofrer | Indicado  |